# Факія
Факі́я (болг. Факия) — село в Бургаській області Болгарії. Входить до складу общини Средець.

## Населення
За даними перепису населення 2011 року у селі проживали 339 осіб.
Національний склад населення села:
| Національність   | Кількість осіб | Відсоток |
| ---------------- | -------------- | -------- |
| болгари          | 315            | 93,2%    |
| турки            | 10             | 3,0%     |
| цигани           | 8              | 2,4%     |
| Всього відповіли | 338            |          |

Розподіл населення за віком у 2011 році:
Динаміка населення: